# EJay
eJay to seria edytorów audio, współcześnie znanych z umieszczania sampli metodą "przeciągnij i upuść". Programy te są przeznaczone dla hobbystów i amatorów. Nie oferują dużych możliwości, są za to bardzo łatwe w użyciu i rozprowadzane razem z gotowym zestawem próbek.

## Główne produkty
- eJay Dance
- eJay Techno
- eJay Hip-Hop
- eJay House